# Cavaire
Cavaire (fl. XIII secolo) è stato un trovatore o, più probabilmente, un giullare del XIII secolo che scrisse in occitano, attestato a Aurillac e forse originario di questa città oppure italiano, noto per aver creato un partimen insieme a Bonafos.
Tra il 1225 e il 1250, viene attestato uno scambiò di coblas con un certo Folco (forse Falconet), alla corte di Azzo VII d'Este, il quale lo chiama joglar.
Il nome Cavaire significa scavatore.
Partimen con Bonafos
          Bonafos, yeu vos envit

          e fatz vos un partimen

          qu'aiatz domn'ab cors complit,

          bell'e bon' et avinen,

          o a tot vostre talen

          detz borzes d'arsselhs qu'estan

          a Orlac al vostre dan.

          Ara parra, N Bonafos.

          s'etz plus mals que amoros.

          [...]
Scambio di coblas con Falco;
          Cavaliers, cui joglars vest,

          de cavalaria s.devest,

          c'us joglaretz del marques d'Est,

          Falco, vos a vesti ab si,

          per que m demandatz que m feri,

          que noca us deman qui us vesti?